# 深水副渊鼬鳚
深水副淵鼬鳚為輻鰭魚綱鼬魚目深海鼬魚亞目副鬚鼬魚科的其中一種。

## 分類
本魚分布於西太平洋，包括日本、新幾內亞、澳洲；東大西洋，包括非洲幾內亞灣、南非東倫敦、西歐各國沿海、亞速群島、加納利群島、維德角群島等海域。

## 特徵
本魚吻圓鈍，皮膚鬆而薄，但不呈膠質狀，體暗褐色或黑色。下頷具齒但齒數變化很大，每側由0~10顆組成，上頷齒缺如，唯鋤骨偶而可見細齒。鰓被架膜與喉峽部分離。側線孔在體前部稍微突出外，後部位體中線達尾部。小型魚類，最大體長約5公分。

## 生態
屬於深水底棲大洋性魚類，一般棲息深度在800~2000公尺；卵胎生。

## 經濟利用
無經濟利用價值。